# Kammerchor der Künste Berlin
Der Kammerchor der Künste Berlin ist ein Hochschulchor der Universität der Künste Berlin. Der Chor wurde 2018 von Maike Bühle gegründet und wird nach wie vor von ihr geleitet.
Nach Qualifikation beim Berliner Chortreff im Sommer 2022 hat der Kammerchor der Künste im Juni 2023 beim 11. Deutschen Chorwettbewerb in der Kategorie „Chöre von Musikhochschulen/Landesjugendchöre klassisch“ den ersten Preis erhalten. Ebenfalls 2023 hat der Chor beim 18. Internationalen Kammerchor-Wettbewerb Marktoberdorf in der Kategorie A – Gemischte Chöre die Leistungsstufe II – international sehr gut erreicht.